# Leif Kayser
Leif Kayser, född 13 juni 1919, död 15 juni 2001, var en dansk tonsättare, organist och präst. Han var son till geografen Olaf Ivar Monrad Kayser (1893–1928) och Hedwig Martha Nick (1877–1972).
Kayser påbörjade studier vid Det Kongelige Danske Musikkonservatorium 1936 och där fick han bland annat undervisning av Paul Sophus Rung-Keller och Poul Schierbeck. I Stockholm studerade han komposition för Hilding Rosenberg och orkesterdirigering för Tor Mann. Han debuterade 1941 som pianist i Köpenhamn och som dirigent i Göteborg.
Efter teologiska studier i Rom blev han prästvigd 1949 och verkade som präst vid den katolska kyrkan i Köpenhamn till 1964. Därefter var han anställd som lärare vid Det Kgl. Danske Musikkonservatorium i ämnena instrumentation och partituranalys.

## Verkförteckning (urval)
Orgelverk
- Tre improvisationer,  op.7  (1942)
- Parafras,  op.10  (1947)
- In dulci jubilo,  op.14  (1947-48)
- Sonatina  (1956)
- Variazioni pasquali,  Påskvariationer  (1957-60)
- Concerto  (1965)
- Sonat  (1969)
- Fantasia e Inno,  Fantasi och hymn  (1969)
- Entrata reale  (1971-72)
- Tre Maria-Fresker  (1979-81)